# Lucka
Lucka är en stad i norra delen av det tyska distriktet (Landkreis) Altenburger Land i förbundslandet Thüringen.
Kommunen bildas av delarna Lucka (inklusive Teuritz), Breitenhain, Prößdorf och Luckaer Forst. Den sistnämnda är ett skogsområde. I centralorten förekommer flera gamla korsvirkeshus.

## Historia
Lucka nämns 1320 för första gången i en urkund, men 13 år tidigare ägde intill orten ett betydande slag rum som senare fick namnet Slaget vid Lucka. Här vann enheter under ledning av Fredrik I av Meissen (huset Wettin) mot soldater under ledning av kungen Albrekt I av Tyskland. På grund av segern var huset Wettin fortfarande oberoende av huset Habsburg.
Regionens administrativa centrum var länge Breitenhain (se kommundelar) på grund av att den styrande adelssläkten hade sitt säte där. Breitenhains ägor såldes under början av 1300-talet till biskopen i Naumburg. Dessa ägor kom under slutet av 1300-talet över omvägar tillbaka till huset Wettin.
Liksom flera andra tyska städer drabbades Lucka flera gånger av krig, bränder och sjukdomar som pesten. Betydande förändringar kom med dagbrotten (brunkol) som etablerades under 1930-talet. Större skogar, åkermark, delar av järnvägsnätet och stadens badanstalt föll offer för dagbrotten.
Efter andra världskriget ökade antalet invånare på grund av många personer som fördrevs från sina hem i tidigare tyska områden.

## Bilder

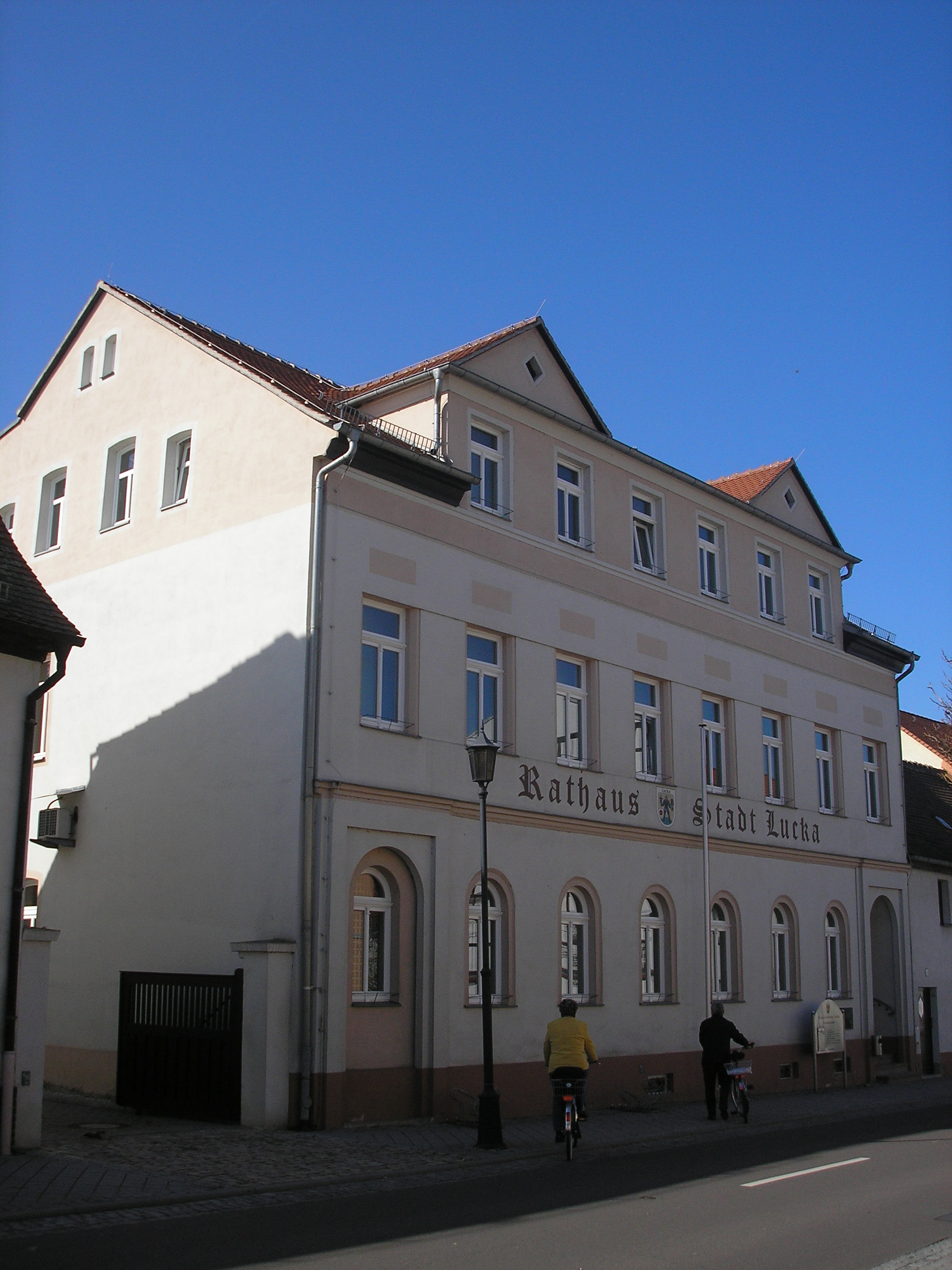
Rådhuset
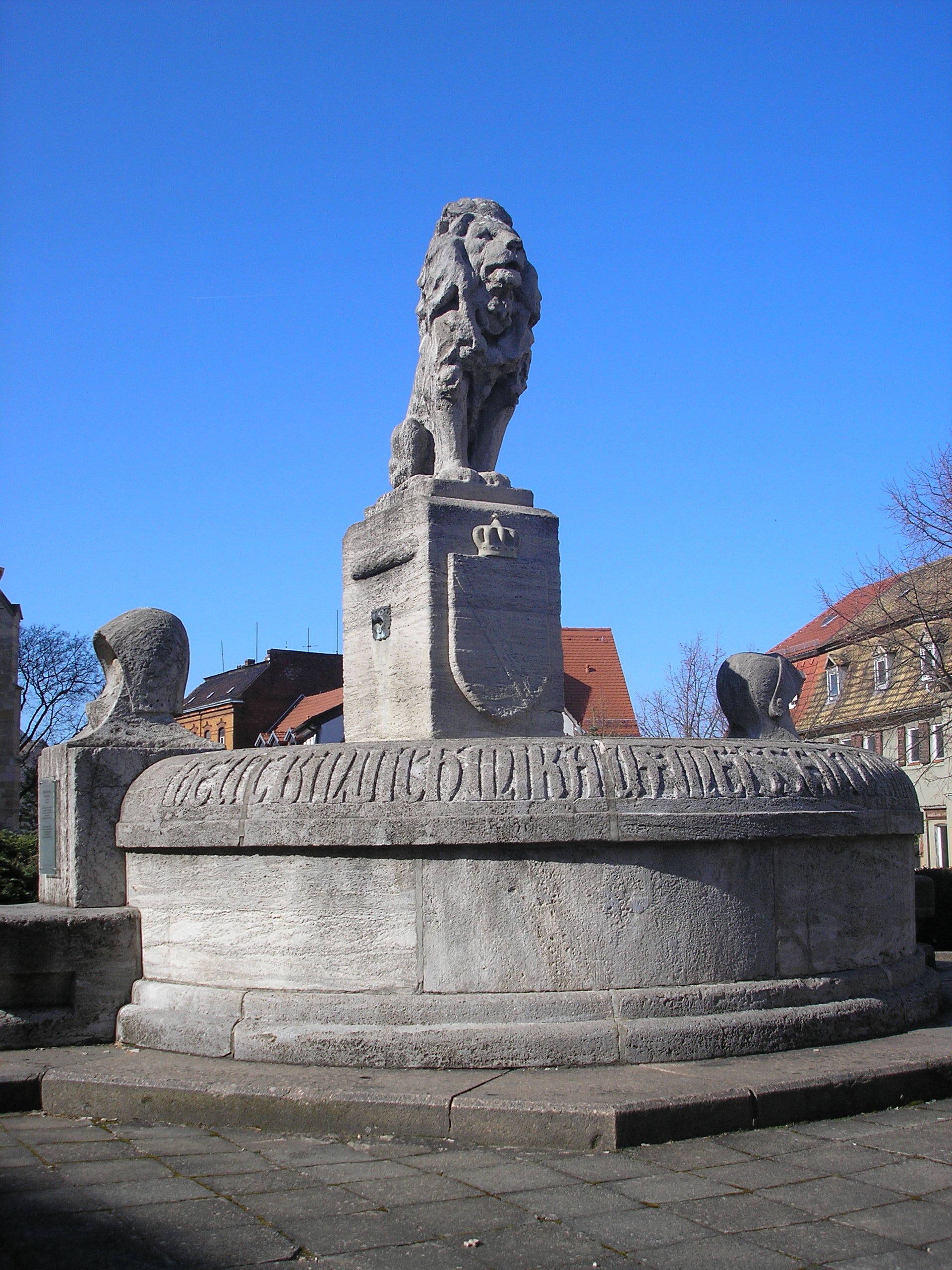
Wettinerbrunnen, till minne av slaget vid Lucka
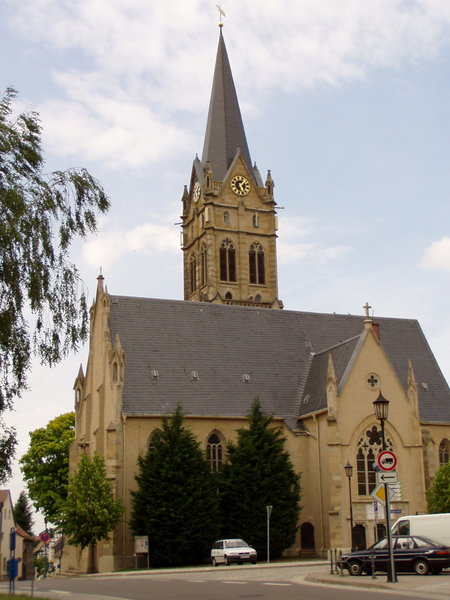
Stadskyrkan
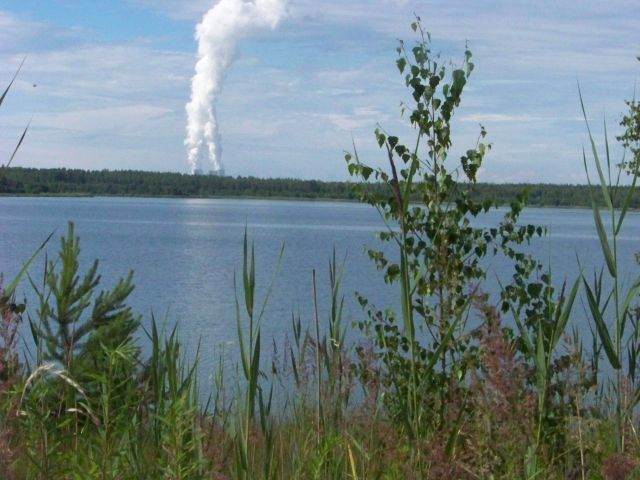
Haselbacher See, ett vattenfyllt dagbrott i kommunen

## Kända personer
- Släkten Kamprad, som var godsägare nära Lucka.

## Vänorter
Luckas vänorter är:
- Unterschleißheim (Bayern)
- Weselberg (Rheinland-Pfalz)